# 伏見威蕃
伏見 威蕃（ふしみ いわん、1951年 - ）は、日本の翻訳家。
東京都生まれ。書家・伏見冲敬の長男。「伏見威蕃」は本名。
日本推理作家協会、日本冒険作家クラブ、日本文芸家協会、各会員。
早稲田大学商学部卒。商社勤務を経て、推理作家・小泉喜美子の紹介により1984年「ミステリマガジン」で翻訳家としてデビュー。推理小説、サスペンス小説、軍事未来小説、ノンフィクションなどを多数翻訳している。
2006年10月、国際理解促進図書優秀賞（主催：財団法人国際言語文化振興財団、『フラット化する世界』の翻訳に対し）。
バベル翻訳学院講師で弟子に鈴木恵、白幡憲之、熊谷千寿、片山奈緒美等多数。沢野ひとし、東理夫とカントリー・バンドを組んでいる。

## 著書
- 『ミステリの翻訳をおぼえる本』（バベル・プレス、翻訳家養成シリーズ） 1995

## 翻訳
- 『誰もが怖れた男』（ジョゼフ・ハンセン、早川書房、世界ミステリシリーズ） 1985
- 『コヨーテは二度吠えた』（オースティン・ベイ、サンケイ文庫） 1986
- 『スパイシップ』（トム・キーン, ブライアン・ヘインズ、尾坂力共訳、早川書房） 1986
- 『ミッションMIA』（J・C・ポロック、ハヤカワ文庫） 1987
- 『ペトログラードへの七日間』（トム・ハイマン、二見文庫） 1988
- 『ダイヤの戦場』（クリストファー・ウッド、ハヤカワ文庫） 1989
- 『引き裂かれたヴァチカン』（ピーター・ワトソン、角川文庫） 1989
- 『魔境降臨伝説』（ダニエル・イースターマン、二見文庫） 1990
- 『ハウス・オブ・カード』（マイケル・ドブズ、角川文庫） 1990
- 『神々の秘境』（ウインザー・チョールトン、二見文庫） 1991
- 『最後に死すべき男』（マイケル・ドブズ、角川文庫） 1991
- 『帝王失踪』（ダン・シャーマン、ハヤカワ文庫） 1991
- 『春の十七の瞬間』（ユリアン・セミョーノフ、角川文庫） 1991
- 『シャドー・フライト』（ジョー・ウェバー、新潮文庫） 1992
- 『メッサーシュミットを撃て』（ブライアン・ケラハー、新潮文庫） 1993
- 『スーパー・ウェポンの逆襲』（チャールズ・ライアン、二見文庫） 1993
- 『ハード・ターゲット』（ロバート・タイン、二見文庫） 1994
- 『ツイン・ムスタング出撃せよ』（ブライアン・ケラハー、新潮文庫） 1994
- 『情況証拠』（スティーヴ・マルティニ、角川文庫） 1994
- 『みどりの刺青』（ジョン・アボット、福武書店） 1994
- 『メイポート沖の待ち伏せ』（P・T・デューターマン、新潮文庫） 1995
- 『チャイナ・ディスクの陰謀』（チャールズ・ライアン、二見文庫） 1995
- 『ドラゴン・ノワール作戦』（リチャード・ハーマン・ジュニア、阿尾正子共訳、福武文庫） 1995
- 『沈黙の扉』（スティーヴ・マルティニ、角川文庫） 1995
- 『人形の目』（バリ・ウッド、ハヤカワ文庫） 1996
- 『臨床殺人』（ハリー・スタイン、角川書店） 1996
- 『イラクの熱い嵐』（ジョー・フランクリン、原書房） 1996
- 『脅迫された管制システム』（リー・グルーエンフェルド、新潮文庫） 1996
- 『夢で死んだ少女』（デクスター・ディアス、角川文庫） 1997
- 『ダンテズ・ピーク』（デューイ・グラム、二見文庫） 1997
- 『犬橇レースの殺人』（スー・ヘンリー、ハヤカワ文庫） 1997
- 『スパイ・ブック』（H・キース・メルトン、朝日新聞社） 1997
- 『名誉の代償』（P・T・デューターマン、原書房） 1997
- 『アルファ・カット緊急発進』（ウィリアム・H・ラヴジョイ、原書房） 1997
- 『ニミッツ・クラス』（パトリック・ロビンソン、角川書店） 1997
- 『遺伝子奪取』（ハリー・スタイン、角川文庫） 1998
- 『プライベート・ライアン』（マックス・A・コリンズ、新潮文庫） 1998
- 『手ごわいカモ』（ピート・ハウトマン、ハヤカワ文庫） 1998
- 『ホワイト・アウト 極点のエアー・バトル』（ウィリアム・H・ラヴジョイ、原書房） 1998
- 『キロ・クラス』（パトリック・ロビンソン、角川書店） 1999
- 『誤審』（デクスター・ディアス、角川文庫） 1999
- 『最終兵器Ultra』（ティム・セバスチャン、二見文庫） 1999
- 『死者の日記』（スー・ヘンリー 、ハヤカワ文庫） 1999
- 『アンダードッグス』（ロブ・ライアン、文春文庫） 2000
- 『永遠に去りぬ』（ロバート・ゴダード、創元推理文庫） 2001
- 『彼女はいつもおなかをすかせている』（アンドレアス・スタイコス、ソニー・マガジンズ） 2002
- 『トロイの木馬』（ハモンド・イネス、ソニー・マガジンズ、ヴィレッジブックス） 2002
- 『デルタ・フォース極秘任務 創設メンバーが語る非公式部隊の全貌』（エリック・L・ヘイニ、早川書房） 2002
- 『カシミールから来た暗殺者』（ヴィクラム・A・チャンドラ、角川文庫） 2002
- 『獅子の湖』（ハモンド・イネス、ソニー・マガジンズ、ヴィレッジブックス） 2002
- 『密猟者たち』（トム・フランクリン、東京創元社） 2003
- 『対テロ部隊HRT  FBI精鋭人質救出チームのすべて』（クリストファー・ウィットコム、早川書房） 2003
- 『アメリカ特殊部隊』（トム・クランシー, カール・スタイナー, トニー・コルツ、原書房） 2003
- 『女被告人』（サイモン・トールキン、講談社、ランダムハウス） 2003
- 『本当の戦争 すべての人が戦争について知っておくべき437の事柄』（クリス・ヘッジズ、集英社） 2004
- 『もつれ』（ピーター・ムーア・スミス、創元推理文庫） 2004
- 『アメリカの秘密戦争 9.11からアブグレイブへの道』（セイモア・ハーシュ、日本経済新聞社） 2004
- 『フラット化する世界 経済の大転換と人間の未来』（トーマス・フリードマン、日本経済新聞社） 2006
- 『イエスの王朝 一族の秘められた歴史』（ジェイムズ・D・テイバー、黒川由美共訳、ソフトバンククリエイティブ） 2006
- 『戦争大統領 CIAとブッシュ政権の秘密』（ジェームズ・ライゼン、毎日新聞社） 2006
- 『ヤング・ボンド』（チャーリー・ヒグソン、学習研究社） 2007
- 『アジア三国志 中国・インド・日本の大戦略』（ビル・エモット、日本経済新聞出版社） 2008
- 『シミタールSL-2』（パトリック・ロビンソン、角川文庫） 2008
- 『フラット化する世界のマネジメント』（スーザン・ブロック, フィリップ・ホワイトリー、東洋経済新報社） 2008
- 『機械仕掛けの神 ヘリコプター全史』（ジェイムズ・R・チャイルズ、早川書房） 2009
- 『グリーン革命 温暖化、フラット化、人口過密化する世界』（トーマス・フリードマン、日本経済新聞出版社） 2009
- 『サブウェイ123激突』（ジョン・ゴーディ、小学館文庫） 2009
- 『キラー・エリート 極秘謀報部隊ISA』（マイクル・スミス、集英社文庫） 2009
- 『スノーボール ウォーレン・バフェット伝』（アリス・シュローダー、日本経済新聞出版社） 2009
- 『戦場の掟』（スティーヴ・ファイナル、講談社） 2009
- 『ホース・ソルジャー 米特殊騎馬隊、アフガンの死闘』（ダグ・スタントン、早川書房） 2010
- 『ヒトラー第四帝国の野望』（シドニー・D・カークパトリック、講談社） 2010
- 『レッド・ドラゴン侵攻!』（ラリー・ボンド、二見文庫） 2011
- 『フォールト・ラインズ 「大断層」が金融危機を再び招く』（ラグラム・ラジャン、月沢李歌子共訳、新潮社） 2011
- 『決断のとき』（ジョージ・W・ブッシュ、日本経済新聞出版社） 2011
- 『ねじれた文字、ねじれた路』（トム・フランクリン、早川書房） 2011
- 『極秘特殊部隊シール・チーム・シックス ビンラディン暗殺! あるエリート・スナイパーの告白』（ハワード・E・ワーズディン, スティーブン・テンプリン、 朝日新聞出版） 2012
- 『探求 エネルギーの世紀』（ダニエル・ヤーギン、日本経済新聞出版社） 2012
- 『怒りの葡萄』（ジョン・スタインベック、新潮文庫） 2015
- 『ガイトナー回顧録 - 金融危機の真相』（ティモシー・フランツ・ガイトナー、日本経済新聞出版社） 2015
- 『失われた世界』（アーサー・コナン・ドイル、光文社古典新訳文庫）2016

### テッド・ウッド
- 『追撃のブリザード 署長ベネット』（テッド・ウッド、早川書房、世界ミステリシリーズ） 1985
- 『雇われ署長 署長ベネット』（テッド・ウッド、早川書房、世界ミステリシリーズ） 1985
- 『偽りのゴールド 署長ベネット』（テッド・ウッド、早川書房、世界ミステリシリーズ） 1987
- 『東から来た襲撃者 署長ベネット』（テッド・ウッド、早川書房、ハヤカワ・ミステリ） 1988
- 『闇に吼える 署長ベネット』（テッド・ウッド、早川書房、ハヤカワ・ミステリ） 1990

### ジャック・ヒギンズ
- 『裏切りのキロス』（ジャック・ヒギンズ、二見文庫） 1986
- 『雨の襲撃者』（ジャック・ヒギンズ、ハヤカワ文庫） 1987
- 『虎の潜む嶺』（ジャック・ヒギンズ、早川書房） 1998、のちハヤカワ文庫 2000

### ジョン・クロスビー
- 『<赤い風>の罠』（ジョン・クロスビー、二見文庫） 1987
- 『死の商人の輪舞』（ジョン・クロスビー、二見文庫） 1987
- 『消えたダーティ・マネー』（ジョン・クロスビー、二見文庫） 1987

### ブライアン・キャリスン
- 『無頼船長の密謀船』（ブライアン・キャリスン、三木鮎郎共訳、ハヤカワ文庫） 1988
- 『暴走貨物船オーライガ号』（ブライアン・キャリスン、ハヤカワ文庫） 1990
- 『無頼船長と中東大戦争』（ブライアン・キャリスン、ハヤカワ文庫） 1992

### ウォルター・J・ボイン
- 『ワイルド・ブルー』（スティーヴン・L・トンプスン, ウォルター・J・ボイン、ハヤカワ文庫） 1988
- 『荒鷲たちの勲章』（ウォルター・J・ボイン、ハヤカワ文庫） 1991
- 『戦う荒鷲たち』（ウォルター・J・ボイン、ハヤカワ文庫） 1994
- 『空軍の荒鷲たち』（ウォルター・J・ボイン、ハヤカワ文庫） 1995

### アレグザンダー・フラートン
- 『SBS出動指令』（アレグザンダー・フラートン、ハヤカワ文庫） 1989
- 『氷雪の特命隊』（アレグザンダー・フラートン、ハヤカワ文庫） 1990
- 『偽の特殊部隊』（アレグザンダー・フラートン、ハヤカワ文庫） 1991

### デイル・ブラウン
- 『シルヴァー・タワー』（デイル・ブラウン、早川書房） 1989
- 『戦闘機チーターの追撃』（デイル・ブラウン 早川書房） 1991、のちハヤカワ文庫 1994
- 『スカイ・マスターズ』（デイル・ブラウン、早川書房） 1993
- 『ハマーヘッズ緊急出動』（デイル・ブラウン、早川書房） 1993
- 『ロシアの核』（デイル・ブラウン、早川書房） 1994
- 『レッドテイル・ホークを奪還せよ』（デイル・ブラウン、早川書房） 1994
- 『頭上の脅威』（デイル・ブラウン、早川書房） 1996
- 『台湾侵攻』（デイル・ブラウン、二見文庫） 2000
- 『韓国軍北侵』（デイル・ブラウン、二見文庫） 2001
- 『「影」の爆撃機 』（デイル・ブラウン、二見文庫） 2002
- 『炎の翼』（デイル・ブラウン、二見文庫） 2004
- 『ロシア軍侵攻』（デイル・ブラウン、二見文庫） 2005
- 『アメリカ本土空爆指令』（デイル・ブラウン、扶桑社） 2012

### マーク・ベレント
- 『ローリング・サンダー』（マーク・ベレント、ハヤカワ文庫） 1992
- 『スティール・タイガー』（マーク・ベレント、ハヤカワ文庫） 1993
- 『ファントム・リーダー』（マーク・ベレント、ハヤカワ文庫） 1994

### アンディ・マクナブ
- 『ブラヴォー・ツー・ゼロ SAS兵士が語る壮絶な湾岸戦記』（アンディ・マクナブ、早川書房） 1995
- 『SAS戦闘員 最強の対テロ・特殊部隊の極秘記録』（アンディ・マクナブ、早川書房） 1997
- 『リモート・コントロール』（アンディ・マクナブ、角川文庫） 1999
- 『クライシス・フォア』（アンディ・マクナブ、角川文庫） 2001
- 『ファイアウォール』（アンディ・マクナブ、角川文庫） 2003
- 『ラスト・ライト』（アンディ・マクナブ、角川文庫） 2005
- 『解放の日』（アンディ・マクナブ、角川文庫） 2007

### トム・クランシー, スティーヴ・ピチェニック
- 『ノドン強奪』（トム・クランシー, スティーヴ・ピチェニック、新潮文庫） 1998
- 『ソ連帝国再建』（トム・クランシー, スティーヴ・ピチェニック、新潮文庫） 2000
- 『欧米掃滅』（トム・クランシー, スティーヴ・ピチェニック、新潮文庫） 2001
- 『流血国家』（トム・クランシー, スティーヴ・ピチェニック、新潮文庫） 2001
- 『自爆政権』（トム・クランシー, スティーヴ・ピチェニック、新潮文庫） 2002
- 『国連制圧』（トム・クランシー, スティーヴ・ピチェニック、新潮文庫） 2003
- 『油田爆破』（トム・クランシー, スティーヴ・ピチェニック、新潮文庫） 2004
- 『起爆国境』（トム・クランシー, スティーヴ・ピチェニック、新潮文庫） 2005
- 『聖戦の獅子』（トム・クランシー, スティーヴ・ピチェニック、新潮文庫） 2006
- 『被曝海域』（トム・クランシー, スティーヴ・ピチェニック、新潮文庫） 2007
- 『叛逆指令』（トム・クランシー, スティーヴ・ピチェニック、新潮文庫） 2008
- 『最終謀略』（トム・クランシー, スティーヴ・ピチェニック、新潮文庫） 2009

### マーク・ボウデン
- 『強襲部隊 米最強スペシャル・フォースの戦闘記録』（マーク・ボウデン、早川書房） 1999
- 『ブラックホーク・ダウン アメリカ最強特殊部隊の戦争記録』（マーク・ボウデン、ハヤカワ文庫） 2002
- 『パブロを殺せ 史上最悪の麻薬王VSコロンビア、アメリカ特殊部隊』（マーク・ボウデン、早川書房） 2002
- 『ホメイニ師の賓客 イラン米大使館占拠事件と果てなき相克』（マーク・ボウデン、早川書房） 2007

### クリス・ライアン
- 『襲撃待機』（クリス・ライアン、ハヤカワ文庫） 2000
- 『弾道衝撃』（クリス・ライアン、ハヤカワ文庫） 2001
- 『偽装殲滅』（クリス・ライアン、ハヤカワ文庫） 2001
- 『孤立突破』（クリス・ライアン、ハヤカワ文庫） 2002
- 『特別執行機関カーダ』（クリス・ライアン、ハヤカワ文庫） 2002
- 『暗殺工作員ウォッチマン』（クリス・ライアン、ハヤカワ文庫） 2003
- 『SAS特命潜入隊』（クリス・ライアン、ハヤカワ文庫） 2004
- 『テロ資金根絶作戦』（クリス・ライアン、ハヤカワ文庫） 2005
- 『抹殺部隊インクレメント』（クリス・ライアン、ハヤカワ文庫） 2006
- 『逃亡のSAS特務員』（クリス・ライアン、ハヤカワ文庫） 2006
- 『究極兵器コールド・フュージョン』（クリス・ライアン、ハヤカワ文庫） 2007
- 『反撃のレスキュー・ミッション』（クリス・ライアン、ハヤカワ文庫） 2008
- 『ファイアファイト偽装作戦』（クリス・ライアン、ハヤカワ文庫） 2009
- 『レッドライト・ランナー抹殺任務』（クリス・ライアン、ハヤカワ文庫） 2010

### リック・リオーダン
- 『ビッグ・レッド・テキーラ』（リック・リオーダン、小学館） 2002
- 『ホンキートンク・ガール』（リック・リオーダン、小学館文庫） 2004
- 『殺人鬼オーストゥンに帰る』（リック・リオーダン、小学館文庫） 2006

### ジェイムズ・H・コッブ
- 『ストームドラゴン作戦 ステルス艦カニンガム2』（ジェイムズ・H・コッブ、文春文庫） 2000
- 『シーファイター全艇発進』上・下（ジェイムズ・H・コッブ、文春文庫） 2001
- 『攻撃目標を殲滅せよ ステルス艦カニンガム3』上・下（ジェイムズ・H・コッブ、文春文庫） 2002
- 『隠密部隊ファントム・フォース』（ジェイムズ・H・コッブ、文春文庫） 2006

### ボブ・ウッドワード
- 『ブッシュの戦争』（ボブ・ウッドワード、日本経済新聞社） 2003
- 『攻撃計画 ブッシュのイラク戦争』（ボブ・ウッドワード、日本経済新聞社） 2004
- 『ディープ・スロート 大統領を葬った男』（ボブ・ウッドワード、文藝春秋） 2005
- 『ブッシュのホワイトハウス』（ボブ・ウッドワード、日本経済新聞出版社） 2007
- 『オバマの戦争』（ボブ・ウッドワード、日本経済新聞出版社） 2011

### クライブ・カッスラー,ジャック・ダブラル
- 『戦慄のウイルス・テロを阻止せよ!』（クライブ・カッスラー, ジャック・ダブラル、ソフトバンク文庫） 2009
- 『エルサレムの秘宝を発見せよ!』（クライブ・カッスラー, ジャック・ダブラル、ソフトバンク文庫） 2010
- 『絶境の秘密寺院に急行せよ!』（クライブ・カッスラー, ジャック・ダブラル、ソフトバンク文庫） 2011
- 『南極の中国艦を破壊せよ!』（クライブ・カッスラー, ジャック・ダブラル、ソフトバンク文庫） 2011

## 参考
- 文藝年鑑2007